# Lukovë
Lukovë è una frazione del comune di Himara in Albania (prefettura di Valona).
Fino alla riforma amministrativa del 2015 era comune autonomo, dopo la riforma è stato accorpato, insieme all'ex-comune di Horë-Vranisht a costituire la municipalità di Himara.
Lukovë costituisce la città più meridionale della riviera albanese del Mar Ionio.
Nella zona sono stati rinvenuti diversi resti antichi, tra cui le diverse fortificazioni illiriche, greco antiche e romane. La Chiesa "Shën e Premte", risalente al XVIII secolo, si trova in uno stato molto fatiscente. Il centro storico conserva ancora molti edifici storici. abitazioni di pietra e strade acciottolate. Nel 1912 tutte le scuole di lingua greca furono chiuse per ordine del re Zog I e si stabilì l'utilizzo quotidiano della lingua albanese.
I residenti del villaggio vivono perlopiù di agricoltura e allevamento. Molte persone del luogo per sfuggire alla povertà sono emigrati in Italia e Grecia negli ultimi vent'anni. I progetti futuri mirati a creare infrastrutture e collegamenti stradali porteranno all'apertura al turismo ed evitare lo spopolamento o problematiche sociali di altro genere.